# Incilius valliceps
El sapo de la costa del Golfo (Incilius valliceps) es una especie de sapo nativo de México y América Central (llegando hasta Costa Rica). También se le conoce como sapo, sapo común, sapo costero o sapo del golfo. Pertenece al género Incilius (sapos centroamericanos) y a la familia Bufonidae. Algunos autores consideran la existencia de dos subespecies: Incilius valliceps valliceps (Wiegmann, 1833) e Incilius valliceps wilsoni (Baylor & Stuart, 1961). Alcanza una longitud hocico cloaca de entre 7 y 8 cm. Su cuerpo es robusto, ligeramente aplanado, con brazos cortos y patas traseras musculosas. Su piel es rugosa y cubierta de tubérculos. Los machos posee un saco gular con el que cantan para llamar a las hembras. La coloración de esta especie es muy variada, frecuentemente de color café, grisáceo o rojizo con machas oscuras, con una línea vertebral clara y manchas en las patas traseras, el vientre es claro. Es una especie terrestre, de hábitos diurnos y nocturnos.
Este sapo ha sido observado en 19 estados de México, en seis en estados que poseen costa hacia el Golfo de México (Tamaulipas, Veracruz, Tabasco, Campeche, Yucatán y Quintana Roo); en siete estados que poseen costa hacia el Océano Pacífico (Nayarit, Jalisco, Colima, Michoacán, Guerrero, Oaxaca y Chiapas); y en seis estados sin costa (Coahuila, San Luis Potosí, Guanajuato, Querétaro, Hidalgo y Puebla). Se distribuye en un rango amplio de hábitats como las praderas, regiones semiáridas y bosques, e incluso en campos de áreas suburbanas. Esta especie de sapo no se encuentra listada en la NOM-059-SEMARNAT-2010.

## Hábitat
El sapo de la costa del Golfo se encuentra en un amplio rango de hábitats, incluyendo la pradera abierta, regiones semiáridas, bosque ligero, e incluso campos de áreas suburbanas. Normalmente se encuentra no muy lejos de una fuente permanente de agua, ya que la usan para criar en primavera, pero son capaces de viajar largas distancias mientras buscan comida.

## Dieta
Como la mayoría de los sapos, el sapo de la costa del Golfo es un carnívoro oportunista. Come pequeños artrópodos siempre que sea capaz de capturarlos y tragarlos.